# Monte Osore
Il monte Osore (恐山?, Osore-zan) è il nome di un tempio buddhista situato al centro della remota penisola di Shimokita nella prefettura di Aomori, nella regione settentrionale di Tōhoku, in Giappone. Il tempio si trova su una caldera di un vulcano attivo e nella mitologia giapponese è considerato come una delle porte per l'oltretomba.

## Etimologia
Il monte era una volta chiamato Usoriyama dagli Ainu, ma venne gradualmente cambiato dai giapponesi in Osore, cioè "terrore", probabilmente come riferimento ai siti dei morti consacrati nella zona.